# Cryptus albitarsis
Cryptus albitarsis är en stekelart som först beskrevs av Cresson 1864.  Cryptus albitarsis ingår i släktet Cryptus och familjen brokparasitsteklar. Inga underarter finns listade i Catalogue of Life.